# Епархия Гуантанамо-Баракоа
Епархия Гуантанамо-Баракоа (лат. Dioecesis Guantanamensis-Baracoensis) — епархия Римско-Католической церкви с центром в городе Гуантанамо, Куба. Епархия Гуантанамо-Баракоа входит в митрополию Сантьяго-де-Кубы. Кафедральным собором епархии Гуантанамо-Баракоа является церковь святой Екатерины Риччи в городе Гуантанамо. В городе Баракоа находится сокафедральный собор.

## История
24 января 1996 года Римский папа Иоанн Павел II издал буллу «Spirituali Christifidelium», которой учредил епархию Гуантанамо-Баракоа, выделив её из архиепархии Сантьяго-де-Кубы.

## Ординарии епархии
- епископ Carlos Jesús Patricio Baladrón Valdés (24.01.1998 — 13.12.2006);
- епископ Wilfredo Pino Estévez (13.12.2006 — по настоящее время).

## Источник
- Annuario Pontificio, Libreria Editrice Vaticana, Città del Vaticano, 2003, ISBN 88-209-7422-3
- Булла Spirituali Christifidelium  (лат.)